# Логицизам
Логицизам је ознака за неко филозофско становиште уколико ово придаје логици фундаментални значај, или уколико се у њему суштина моралног деловања поистовећује са расуђивањем и прорачунавањем.